# Леваневський з надпечаткою

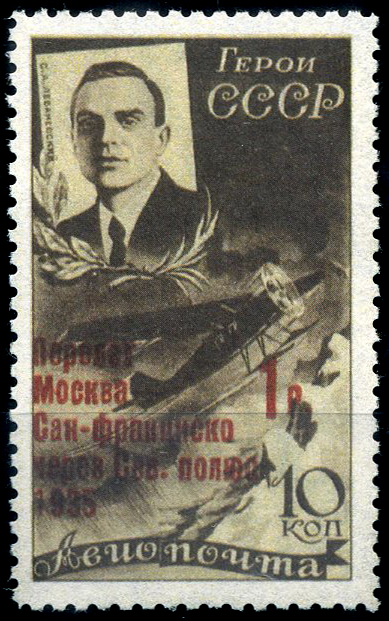
Надпечатка з маленькою «ф»

«Леваневський з надпечаткою» — філателістична назва авіапоштової марки СРСР з портретом льотчика С. О. Леваневського (1902—1937) і надпечаткою, випущеної обмеженим тиражем 3 серпня 1935 року на честь перерваного перельоту Москва — Північний полюс—Сан-Франциско (США).

## Опис

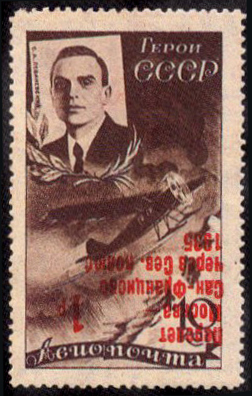
З перевернутою надпечаткою

Червона типографська надпечатка тексту «Перелет Москва — Сан-Франциско через Сев. полюс 1935» та додаткового номіналу «1 р.» виконана на марці з портретом С. О. Леваневського з серії «Порятунок челюскінців».
Є рідкісні різновиди цієї марки — з маленькою буквою «ф» в слові «Сан-Франциско» — п'ять марок в листі (один ряд) з перевернутою надпечаткою (імовірно один лист) і перевернута надпечатка з рядковою буквою «ф» (можливо п'ять штук).
Е. Сашенков вказує, що всього було надпечатано два листи марок «Леваневського» з перевернутою надпечаткою, з них 10 екземплярів — з маленькою буквою «ф» (по п'ять в кожному листі) і 40 екземплярів — з прописною літерою «Ф».

## Історія
Марка з надпечаткою була випущена 3 серпня 1935 року до польоту Сигізмунда Леваневського, що намічався, по маршруту Москва — Північний полюс — Сан-Франциско. Того дня дійсно була зроблена спроба перельоту, проте політ на літаку АНТ-25 на відстань 2 тисячі кілометрів був перерваний через несправність мотора.

## Філателістична цінність
По відомостях Е. Сашенкова «Леваневський з надпечаткою» хорошої якості в 1995 році коштував $150, з рядковою «ф» — $250, з «перевертанням» — $5000, з маленькою «ф» на «перевертці» — $15 000.
У 2003 році «Леваневський з надпечаткою» хорошої якості коштував вже $350–400, з маленькою «ф» — $500–600, з «перевертанням» — $10 000, з маленькою «ф» на «перевертці» — $40 000—50 000.
У 2008 році марка з помилкою була продана на Черрістоунськом аукціоні (англ. Cherrystone Auctions) в Нью-Йорці за $525 000.

## Цікаві факти
Одну з марок з маленькою літерою «ф» в назві міста Сан-Франциско на «перевертці» в час Другої світової війни по вказівці Й. Сталіна подарували президентові США Ф. Рузвельту.